# Jacques-François Baudiau
Jacques-François Baudiau (orthographié Baudiot avant 1853), connu aussi sous le nom d'abbé Baudiau, né le 15 octobre 1809 à Planchez et mort le 17 septembre 1880 à Quarré-les-Tombes, est un historien et géographe français, auteur d'ouvrages sur le Morvan.

## Biographie
Né Jacques Beaudeau aux Fèvres, un hameau de Planchez proche des bords de la Cure et berceau de sa famille paternelle, d'un milieu paysan, il perd son père en 1811. Sa mère, originaire de Grosse au finage de Planchez, avait été veuve en premières noces. Il est élevé par son grand-père, meunier à Chevigny, aux Settons. Il se rend à l'école de Planchez, où il est remarqué par l'abbé Charles Morey (curé de Corancy et de Planchez), puis par l'abbé Gonin, nouveau curé, qui lui apprend le latin.
Après ses études au petit séminaire de Nevers, il devient sous-diacre en 1831, diacre en 1832, et est ordonné prêtre en 1833 par Louis Robert Paysant, évêque d'Angers. Il est vicaire à Château-Chinon, puis curé de Montigny-sur-Canne en 1834, et y fait reconstruire l'église. Il réalise alors ses premiers travaux historiques. Il mûrit son projet d'une histoire du Morvan pendant son premier ministère ; selon l'abbé Lucien Charrault, « il parcourut le Morvan, monté sur une petite jument grise, qui se prêtait aux rêves du chercheur ».
Il glane ses autres informations, dans les livres anciens, les bibliothèques, les archives de Dijon et, de par ses fonctions, reçoit un accueil favorable dans les abbayes et les châteaux de la région. 
En 1844, il est nommé curé de Dun-les-Places. Son maire, le chevalier et corsaire Marie-Auguste Xavier Feuillet, ex-lieutenant de vaisseau, offre une nouvelle église bâtie au hameau des Places, sous le vocable de Sainte-Amélie. Elle est consacrée en 1851 et « jamais foule ne s'était réunie dans un coin du Morvan ». À Dun-les-Places, l’abbé Baudiau étudie le Morvan et rédige Le Morvand ou essai géographique, topographique et historique de cette contrée (sous le nom Jacques Félix Baudiau). Sa documentation, sérieuse et consciencieuse, fait de son ouvrage une référence pour l'histoire du Morvan sous l'Ancien Régime.
En 1876, il devient curé doyen d'Entrains-sur-Nohain, où il continue son travail d'historien et écrit Histoire d'Entrains depuis les temps les plus reculés jusqu'à nos jours.
En vacances chez sa nièce à Quarré-les-Tombes, il meurt subitement, dans la paroisse de son confrère l’abbé Henry, curé et historien des lieux. L'acte de décès le prénomme Jacques François. Il est inhumé à Entrains, après avoir reçu des funérailles populaires dans les deux paroisses.
Il a laissé le souvenir « d'un homme savant, doué de mémoire et de modestie, bienveillant, doux et charitable ». L'historien du Morvan Marcel Vigreux décrit en 1986 son travail comme « interessé, au fond, plus par l'histoire des grandes familles, bourgeoises et surtout nobles, dont il avait utilisé les archives, que par celle d'un monde rural préoccupé de sa vie quotidienne, sinon de sa survie ».

## Publications
- [1854] Le Morvand ou essai géographique, topographique et historique de cette contrée, Nevers, impr. L.M. Fay, 1854 (réimpr. 1865 (impr. Fay père & fils), 1965 (Guénégaud, Dijon), 1990 (Aleï - libr. Voillot)) (ISBN 978-2-904614-63-7)Édition en 2 tomes en 1854 (tome 1, 408 p. ; tome 2, 651 p.). Édition en 3 tomes en 1865-1867 (tome 1, 1865, 629 p. ; tome 2, 1866, 538 p. ; tome 3, 1867, 638 p.).
- [1879] Histoire d'Entrain depuis les temps les plus reculés jusqu'à nos jours, Nevers, 1879 (réimpr. 1992, L'Herminette, Paris), 1re éd., XXIII-318 p., sur gallica (ISBN 978-2-9504896-1-6, lire en ligne).